# Ludwig Hoffmann (Pianist)
Ludwig Hoffmann (* 11. Juni 1925 in Berlin; † 5. August 1999 in München) war ein deutscher Pianist.

## Leben
Ludwig Hoffmann erhielt seine künstlerische Ausbildung bei Bruno Hinze-Reinhold, Paul Weingarten, Richard Rössler und Hans-Otto Schmidt-Neuhaus. Meisterkurse belegte er unter anderem bei Marguerite Long und Arturo Benedetti Michelangeli. 1947 gewann er den Liszt-Preis Weimar, weitere Preise folgten in den nächsten Jahren. Mit dem Jahr 1954 begann er eine rege Konzerttätigkeit rund um den Globus. Zahlreiche Einspielungen, die er für verschiedene Radiostationen aufnahm, harren noch ihrer Wiederentdeckung. Auf Schallplatte ist sein Schaffen nur ungenügend dokumentiert, da er zu Beginn seiner Karriere zwar bei Telefunken, danach aber bei keinem der Major-Labels dauerhaft unter Vertrag war. Der hochvirtuose Pianist war häufiger Duopartner Ingrid Haeblers. Er führte neben Standardwerken auch seltener gespielte Stücke moderner Komponisten auf. Sein Liszt-Spiel setzte Maßstäbe und ist auch heute noch hörenswert. Von 1970 bis 1991 war er Professor an der Musikhochschule München. Seine Nachfolgerin ist Margarita Höhenrieder. Er war Jurymitglied bei über 25 renommierten internationalen Wettbewerben, u. a. dem Chopin-Wettbewerb in Warschau, dem Liszt-Wettbewerb in Budapest, dem Paloma O’Shea Santander-Wettbewerb, sowie Wettbewerben in St. Petersburg, Montreal, Sydney, Bozen, Genf. Außerdem leitete er Meisterklassen in Maryland, München, Rotterdam und Weimar. Ludwig Hoffmann war lange Jahre Mitglied der European Piano Teacher Association (EPTA) und hat diese, als Gegenspieler von Karl-Heinz Kämmerling, als Gründungsmitglied entscheidend geprägt.
Sein Bruder ist der Jazzmusiker Ingfried Hoffmann.